# Jag och mitt hus för dig, o Gud
Jag och mitt hus för dig, o Gud är en psalm av Karl Johann Philipp Spitta från 1833 som senare översattes/bearbetades av Johan Alfred Eklund både 1909 och 1914. 
Melodin är en tonsättning av Burkhard Waldis från 1553 och enligt Koralbok för Nya psalmer, 1921 är det samma melodi som till psalmen Oändlige, o du vars hand (1819 nr 7). Melodin förekom första gången i skrift i Sverige genom Mönsteråshandskriften från 1646.
Eklunds texter blev fria för publicering 2015.

## Publicerad som
- Nr 615 i Nya psalmer 1921, tillägget till 1819 års psalmbok under rubriken "Det Kristliga Troslivet: Troslivet i hem och samhälle: Det kristna hemmet: Kristligt hemliv".
- Nr 481 i 1937 års psalmbok under rubriken "Hemmet".